# Hauenstein-Ifenthal
Hauenstein-Ifenthal – miejscowość i gmina w Szwajcarii, w kantonie Solura, w jednostce administracyjnej (Amtei) Olten-Gösgen, w okręgu Gösgen.  

## Demografia
W Hauenstein-Ifenthal mieszka 314 osób. W 2021 roku 10,8% populacji gminy stanowiły osoby urodzone poza Szwajcarią. 

## Transport
Przez teren gminy przebiega droga główna nr 2.